# Conde, Bahia
Conde este un oraș în unitatea federativă Bahia (BA) din Brazilia.